# Тюрин, Михаил Александрович
Михаил Александрович Тюрин (1905, Кунгур Пермской губернии— дата смерти неизвестна) — сотрудник органов НКВД, организатор массовых репрессий в годы большого террора на территории Пермской области.

## Биография
Михаил Александрович Тюрин, начальник отдела пермского отделения УНКВД Свердловской области. Родился в Кунгуре в 1905 году. Образование начальное. Член ВКП(б) c 1929.
Арестован в феврале 1939 года. В августе 1939 года приговорен Военным трибуналом войск НКВД по ст. 193/17 к шести годам лишения свободы за фабрикацию уголовных дел и необоснованные аресты граждан.